# 双河市站
双河市站位于新疆双河市境内，是博州支线铁路的中间站。
博州支线铁路向西北方向穿越金三角工业园区，上跨X181后于X181西侧后，沿S205南侧东西向设置双河市站，站房建筑面积999.34平方米。
2019年9月20日开通运营，每日开行旅客列车5对，其中“复兴号”动车组列车3对、普速快速列车2对。

## 外部連結
- 中国铁路客户服务中心 （页面存档备份，存于）